# Myrrhis iberica
Myrrhis iberica är en flockblommig växtart som beskrevs av Franz Georg Hoffmann. Myrrhis iberica ingår i släktet spanskkörvlar, och familjen flockblommiga växter. Inga underarter finns listade i Catalogue of Life.